# Eddie Ockenden
Eddie Ockenden (3 aprile 1987) è un hockeista su prato australiano.

## Palmarès

### Olimpiadi
- 2 medaglie:
  - 2 bronzi (Pechino 2008; Londra 2012)

### Mondiali
- 2 medaglie:
  - 2 ori (New Delhi 2010; L'Aia 2014)

### Champions Trophy
- 3 medaglie:
  - 2 ori (Melbourne 2009; Auckland 2011)
  - 1 bronzo (Bhubaneswar 2014)

### Giochi del Commonwealth
- 1 medaglia:
  - 1 oro (Delhi 2010)

### Coppa di Oceania
- 1 medaglia:
  - 1 oro (Sydney 2017)